# Казале Мозе (Кјети)
Казале Мозе (итал. Casale Mosè) је насеље у Италији у округу Кјети, региону Абруцо.
Према процени из 2011. у насељу је живело 22 становника. Насеље се налази на надморској висини од 1067 м.